# Verklista för Johann David Heinichen
En katalog över kända kompositioner av Johann David Heinichen publicerades 1913 av Gustav Adolph Seibel. Denna lista är emellertid inte komplett då en annan katalog senare publicerades av Günther Hausswald, och avvikelser finns mellan dessa två.
| I denna artikel     |
| används tonnamnen   |
| B♭ och H.           |
| Se olika skrivsätt. |

## Kantater
- Seibel 29 \ Cantata al Sepolcro di nostro Signoro i c-moll
- Seibel 30 \ Cantata al Sepolcro di nostro Signoro i c-moll

## Magnificat
- Seibel 89 \ Magnificat i G-dur
- Seibel 90 \ Magnificat i A-dur
- Seibel 91 \ Magnificat i F-dur
- Seibel 92 \ Magnificat i F-dur
- Seibel 93 \ Magnificat i Bb-dur
- Seibel 94 \ Magnificat i Bb-dur
- Seibel 95 \ Magnificat i Bb-dur
- Seibel 96 \ Magnificat i Ess-dur

## Concerti grossi
- Seibel 211 \ Concerto grosso i C-dur (Hwv I: 1)
- Seibel 213 \ Concerto grosso i G-dur (Hwv I: 7)
- Seibel 214 \ Concerto grosso i G-dur (Hwv I: 4 & 6)
- Seibel 215 \ Concerto grosso i G-dur (Hwv I: 3)
- Seibel 216 \ Concerto grosso i G-dur (Hwv I: 5)
- Seibel 217 \ Concerto grosso i G-dur (Hwv I: 2)
- Seibel 226 \ Concerto grosso i D-dur (Hwv I:14)
- Seibel 231 \ Concerto grosso i F-dur (Hwv I:15)
- Seibel 232 \ Concerto grosso i F-dur (Hwv I:17)
- Seibel 233 \ Concerto grosso i F-dur (Hwv I:20)
- Seibel 234 \ Concerto grosso i F-dur (Hwv I:18)
- Seibel 235 \ Concerto grosso i F-dur (Hwv I:19)

## Hymner
- Seibel 22 \ Alma Mater redemptoris i F-dur
- Seibel 23 \ Alma Mater redemptoris i Ess-dur
- Seibel 59 \ Ave Maris Stella i F-dur
- Seibel 60 \ Jesu Redemptor omnium i F-dur
- Seibel 101 \ Regina coeli i G-dur
- Seibel 102 \ Regina coeli i D-dur
- Seibel 115 \ Sanctus i D-dur
- Seibel 116 \ Te Deum i D-dur
- Seibel 117 \ Te Deum i D-dur
- Seibel 118 \ Te Deum i D-dur
- Seibel 119 \ Regina coeli i Bb-dur

## Klagovisor
- Seibel 71 \ Lamentatio Jeremiae i Coena Domini I i c-moll
- Seibel 72 \ Lamentatio Jeremiae i Coena Domini II i f-moll
- Seibel 73 \ Lamentatio Jeremiae i Coena Domini III i f-moll
- Seibel 74 \ Lamentatio Jeremiae per il Venendi Santo I i g-moll
- Seibel 75 \ Lamentatio Jeremiae per il Venendi Santo II i c-moll
- Seibel 76 \ Lamentatio Jeremiae per il Venendi Santo III i c-moll
- Seibel 77 \ Lamentatio Jeremiae i f-moll

## Litanior
- Seibel 50 \ Kyrie eleison i D-dur (arr. av Schuster)
- Seibel 55 \ Kyrie eleison i d-moll (arr. av Schuster)
- Seibel 67 \ Kyrie eleison i D-dur (arr. av Schuster)
- Seibel 68 \ Kyrie eleison i D-dur
- Seibel 85 \ Litaniae pro Festo Santi Fr. Xaveri i e-moll
- Seibel 86 \ Litaniae pro Festo Corporis Domini i e-moll
- Seibel 87 \ Litaniae pro Festo Santi Fr. Xaveri i c-moll
- Seibel 88 \ Litaniae pro Festo Corporis Domini i c-moll

## Mässor
- Seibel 1 \ Mässa nr  1 i D-dur
- Seibel 2 \ Mässa nr  4 i D-dur
- Seibel 2a \ Missa brevis i D-dur (version 2 av mässa nr 4)
- Seibel 3 \ Mässa nr  6 i D-dur
- Seibel 4 \ Mässa nr  8 i D-dur
- Seibel 5 \ Mässa nr  9 i D-dur
- Seibel 6 \ Mässa nr 11 i D-dur
- Seibel 7 \ Mässa nr 12 i D-dur
- Seibel 8 \ Mässa nr  7 i D-dur
- Seibel 9 \ Mässa i D-dur (version 2 av mässa nr 1)
- Seibel 10 \ Missa reformata i D-dur (arr. av mässa nr 12 av Joseph Schuster)
- Seibel 11 \ Mässa nr  2 i F-dur
- Seibel 11a \ Mässa i F-dur (version 2 av mässa nr 2)
- Seibel 12 \ Mässa nr  3 i F-dur
- Seibel 12a \ Mässa i F-dur (version 2 av mässa nr 3)
- Seibel 13 \ Mässa i F-dur (version 2 av mässa nr 5)
- Seibel 14 \ Mässa nr  5 i F-dur
- Seibel 15 \ Mässa i F-dur (delvis identisk med mässa nr 2)
- Seibel 16 \ Mässa i F-dur (delvis identisk med mässa nr 3)
- Seibel 17 \ Rekviem i C-dur
- Seibel 18 \ Rekviem i Ess-dur
- Seibel 51 \ Cum sancto spiritu i D-dur (arr. av Schuster)
- Seibel 52 \ In gloria Dei Patri i D-dur (arr. av Schuster)
- Seibel 53 \ Et vitam venturi saeculi i D-dur (arr. av Schuster)
- Seibel 54 \ Agnus Dei i D-dur (arr. av Schuster)

## Psaltarpsalmer
- Seibel 26 \ Beatus vir i F-dur
- Seibel 27 \ Beatus vir i d-moll
- Seibel 28 \ Beatus vir i Ess-dur
- Seibel 31 \ Confitebor i a-moll
- Seibel 32 \ Confitebor i G-dur
- Seibel 33 \ Confitebor i g-moll
- Seibel 44 \ Dixit Dominus i F-dur
- Seibel 45 \ Dixit Dominus i F-dur
- Seibel 46 \ Dixit Dominus i d-moll
- Seibel 47 \ Dixit Dominus i Bb-dur
- Seibel 48 \ Dixit Dominus i Ess-dur
- Seibel 64 \ In exitu Israel i a-moll
- Seibel 65 \ In exitu Israel i Bb-dur
- Seibel 69 \ Laetatus sum i C-dur
- Seibel 70 \ Laetatus sum i D-dur
- Seibel 78 \ Lauda Jerusalem i C-dur
- Seibel 79 \ Lauda Jerusalem i D-dur
- Seibel 80 \ Lauda Jerusalem i F-dur
- Seibel 81 \ Laudate pueri i C-dur
- Seibel 82 \ Laudate pueri i G-dur
- Seibel 83 \ Laudate pueri i F-dur
- Seibel 84 \ Laudate pueri i F-dur
- Seibel 97 \ Memento Domine David i g-moll
- Seibel 98 \ Nisi Dominus i g-moll
- Seibel 99 \ Nisi Dominus i c-moll

## Responsorier
- Seibel 103 \ Responsoria: In monte oliveti i F-dur
- Seibel 104 \ Responsoria: Tristis est anima mea i F-dur
- Seibel 105 \ Responsoria: Ecce vidimus eum i F-dur
- Seibel 106 \ Responsoria: Amicus meus osculi me tradidit i a-moll
- Seibel 107 \ Responsoria: Judas mercator pessimus i a-moll
- Seibel 108 \ Responsoria: Unus ex discipulis meis i C-dur
- Seibel 109 \ Responsoria: Erat quasi Agnus innocens ductus i C-dur
- Seibel 110 \ Responsoria: Una hora non potuistis i g-moll
- Seibel 111 \ Responsoria: Seniores res populi cruci eum fecerunt i C-dur
- Seibel 112 \ Responsoria: Omnes amici mei dereliquerunt i a-moll
- Seibel 113 \ Responsoria: Sicut ovis ad occissionem ductus i g-moll
- Seibel 114 \ Responsoria: Beata viscera Mariae Virginis i g-moll

## Sinfonior
- Seibel 207 \ Sinfonia i D-dur (Hwv IV: 1)
- Seibel 208 \ Sinfonia i A-dur (Hwv IV: 3)
- Seibel 209 \ Sinfonia i F-dur (Hwv IV: 4)
- Seibel 210 \ Sinfonia i F-dur (Hwv IV: 5)

## Kompositioner för flöjt
- Seibel 218 \ Konsert för flöjt och violin i e-moll (Hwv V: 2)
- Seibel 219 \ Konsert för flöjt i G-dur (Hwv I: 8)
- Seibel 220 \ Konsert för flöjt i G-dur (Hwv I: 9)
- Seibel 221 \ Konsert för flöjt i e-moll (Hwv I:11)
- Seibel 225 \ Konsert för flöjt i D-dur (Hwv I:12)
- Seibel 243 \ Sonat för flöjt, oboe och generalbas i G-dur (Hwv III: 8)
- Seibel 246 \ Sonat för flöjt, violin och generalbas i G-dur (Hwv III: 9)
- Seibel 247 \ Sonat för flöjt, fagott och generalbas i G-dur (Hwv III:10)
- Seibel 248 \ Sonat för 2 flöjter och generalbas i G-dur (Hwv VI: 2)
- Seibel 249 \ Sonat för flöjt, violin och generalbas i G-dur (Hwv V: 1)
- Seibel 250 \ Sonat för flöjt, violin och generalbas i G-dur (Hwv III:11)
- Seibel 251 \ Sonat för flöjt, 2 violiner och generalbas i G-dur (Hwv III:17)
- Seibel 252 \ Sonat för 2 flöjter och generalbas i G-dur (Hwv III:12)
- Seibel 256 \ Sonat för flöjt, viola d'amore och generalbas i F-dur (Hwv III:13)
- Seibel 260 \ Flöjtsonat i D-dur (Hwv III: 2)
- Seibel 261 \ Flöjtsonat i D-dur (Hwv III: 1)
- Seibel 262 \ Flöjtsonat i D-dur

## Kompositioner för cembalo
- Seibel 229 \ Konsert för cembalo i F-dur (Hwv III: 4)
- Seibel 241 \ Fughetta för organ i D-dur (Hwv VII: 1)
- Seibel 264 \ Cembalosonat i F-dur (Hwv V: 5)
- Seibel 268 \ Fughetta för cembalo i D-dur
- Seibel 269 \ Larghetto för cembalo i Ess-dur
- Seibel 270 \ Sarabande för cembalo i F-dur
- Seibel 271 \ Loure för cembalo i G-dur

## Kompositioner för oboe
- Seibel 205 \ Svit för 2 oboer och fagott i G-dur (Hwv II: 1)
- Seibel 212 \ Konsert för oboe i a-moll (Hwv VI: 1)
- Seibel 222 \ Konsert för 2 oboer i e-moll (Hwv I:10)
- Seibel 227 \ Konsert för oboe i D-dur (Hwv V: 3)
- Seibel 228 \ Konsert för oboe d'amore i A-dur (Hwv V: 4)
- Seibel 230 \ Konsert för oboe i F-dur (Hwv I:16)
- Seibel 237 \ Konsert för oboe i g-moll (Hwv I:21)
- Seibel 238 \ Konsert för oboe och flöjt i g-moll (Hwv I:22)
- Seibel 240 \ Konsert för oboe och violin i c-moll (Hwv I:24)
- Seibel 243 \ Sonat för flöjt, oboe och generalbas i G-dur (Hwv III: 8)
- Seibel 244 \ Sonat för oboe, violin och generalbas i G-dur
- Seibel 245 \ Sonata da chiesa för oboe och violin i G-dur
- Seibel 253 \ Sonat för oboe, violin och generalbas i D-dur (Hwv III:18)
- Seibel 254 \ Sonat för oboe, viola da gamba och generalbas i c-moll (Hwv III:16)
- Seibel 257 \ Sonat för 2 oboes, fagotter och generalbas i Bb-dur (Hwv III:20)
- Seibel 258 \ Sonat för oboe, violin och generalbas i c-moll (Hwv III:14)
- Seibel 259 \ Sonat för 2 oboes och generalbas i c-moll (Hwv III:15)
- Seibel 265 \ Oboe Sonat i g-moll (Hwv III: 5)
- Seibel 277 \ Sonat för oboe och fagott i g-moll (Hwv III: 6)

## Kompositioner för violin
- Seibel 224 \ Konsert för violin i D-dur (Hwv I:13)
- Seibel 239 \ Konsert för violin i Ess-dur (Hwv I:23)
- Seibel 240 \ Konsert för oboe och violin i c-moll (Hwv I:24)
- Seibel 244 \ Sonat för oboe, violin och generalbas i G-dur
- Seibel 245 \ Sonata da chiesa för oboe och violin i G-dur
- Seibel 253 \ Sonat för oboe, violin och generalbas i D-dur (Hwv III:18)
- Seibel 255 \ Sonat för 2 violiner, viola och generalbas i D-dur (Hwv III:19)
- Seibel 258 \ Sonat för oboe, violin och generalbas i c-moll (Hwv III:14)
- Seibel 263 \ Violinsonat i F-dur (Hwv III: 3)
- Seibel 266 \ Violinsonat i c-moll (Hwv III: 7)

## Kompositioner som påminner om varandra
- Seibel 1 \ Mässa nr  1 i D-dur
- Seibel 9 \ Mässa i D-dur (version 2 av mässa nr 1)

- Seibel 2 \ Mässa nr  4 i D-dur
- Seibel 2a \ Missa brevis i D-dur (version 2 av mässa nr 4)

- Seibel 7 \ Mässa nr 12 i D-dur
- Seibel 10 \ Missa reformata i D-dur (arrangemang av mässa nr 12 av Joseph Schuster)

- Seibel 11 \ Mässa nr  2 i F-dur
- Seibel 11a \ Mässa i F-dur (version 2 av mässa nr 2)
- Seibel 15 \ Mässa i F-dur (delvis identisk med mässa nr 2)

- Seibel 12 \ Mässa nr  3 i F-dur
- Seibel 12a \ Mässa i F-dur (version 2 av mässa nr 3)
- Seibel 16 \ Mässa i F-dur (delvis identisk med mässa nr 3)

- Seibel 13 \ Mässa i F-dur (version 2 av mässa nr 5)
- Seibel 14 \ Mässa nr  5 i F-dur

## Försvunna kompositioner
- Seibel 272 \ Starke Kirchen-Musiquen
- Seibel 273 \ Sonat för 6 violiner
- Seibel 274 \ So con un vezzo
- Seibel 275 \ Diverse verk som nämns i olika samlingar
- Seibel 276 \ Diverse verk som nämns i Zerbst
- Seibel deest \ Mässa nr 10 i D-dur

## Diverse kompositioner
- Seibel 19 \ La Pace di Kamberga
- Seibel 20 \ Passionsoratorium
- Seibel 21 \ Quis accendet i G-dur
- Seibel 24 \ Ave Regina i Ess-dur
- Seibel 25 \ Beati omnes i g-moll
- Seibel 34 \ Credidi i F-dur
- Seibel 35 \ De profundis i c-moll
- Seibel 36 \ Es lebet Jesus unser Hort i C-dur
- Seibel 37 \ Meine Seele erhebet den Herrn i C-dur
- Seibel 38 \ Ach, was soll ich S¸nder machen i e-moll
- Seibel 39 \ Warum toben die Heiden i D-dur
- Seibel 40 \ Einsamkeit, o stilles Wesen i F-dur
- Seibel 41 \ Heilig ist Gott der Herr i F-dur
- Seibel 42 \ Gegr¸ﬂet seyst du holdseelige Maria i Bb-dur
- Seibel 43 \ Gott ist unsere Zuversicht i g-moll
- Seibel 49 \ Domine probasti me i e-moll
- Seibel 56 \ Haec dies quam fecit i G-dur
- Seibel 57 \ Decora lux aeternitatis i C-dur
- Seibel 58 \ Te Joseph celebrent i a-moll
- Seibel 61 \ Pange lingua i d-moll
- Seibel 62 \ Veni creator Spiritus i g-moll
- Seibel 63 \ In convertendo i C-dur
- Seibel 66 \ Libavit eos exdipe i d-moll
- Seibel 100 \ Offertory i a-moll
- Seibel 120 \ Flavio Crispo
- Seibel 121 \ Le passioni per troppo amore
- Seibel 122 \ Opera di Mario
- Seibel 123 \ Beleidigtes Hertz i A-dur
- Seibel 124 \ Walle mein erhitztes Bluth i C-dur
- Seibel 125 \ Unglücklich i der Liebe seyn i g-moll
- Seibel 126 \ Dir Tugend und Jugend verknüpfet das Band i G-dur
- Seibel 127 \ Treu ist mir angebohren i Bb-dur
- Seibel 128 \ Gehe nur verwegner Schöner i E-dur
- Seibel 129 \ Ich will die Falschheit rächen i D-dur
- Seibel 130 \ Wann hohe Häubter loben i A-dur
- Seibel 131 \ Denke nicht verdammte Liebe i F-dur
- Seibel 132 \ Edelste Freyheit, mein eintziges Vergnügen i A-dur
- Seibel 133 \ Hertz und Füﬂ eilt mit Verlangen i F-dur
- Seibel 134 \ Meine Lippen sind voll Lachens i D-dur
- Seibel 135 \ Bella donna e che non fa? i G-dur (fragment)
- Seibel 136 \ Eures Schönsten Augen-Licht i Ess-dur (fragment)
- Seibel 137 \ Là, dove i grembo al colle i C-dur
- Seibel 138 \ Quanto siete fortunate i A-dur
- Seibel 139 \ Già la stagion novella i Bb-dur
- Seibel 140 \ Glori bell' idol mio i E-dur
- Seibel 141 \ PerchË mai si bruni siete i F-dur
- Seibel 142 \ Qual fugiamai quel core i F-dur
- Seibel 143 \ Per sveglia nove fiamme i D-dur
- Seibel 144 \ A increspar l'onda con l'onda i A-dur
- Seibel 145 \ Chi puo mirarui senz' adoravi i A-dur
- Seibel 146 \ Tu mi chiedi s'io t'amo i Bb-dur
- Seibel 147 \ Quando sciolto d'amor io mi credea i Ess-dur
- Seibel 148 \ Dal povero mio cor i c-moll
- Seibel 149 \ Lascia di tormentarmi i a-moll
- Seibel 150 \ Mia Climene adorata i E-dur
- Seibel 151 \ Lontananza tiranna che vate i Ess-dur
- Seibel 152 \ Bella te lascio addio giunia i Ess-dur
- Seibel 153 \ Doppo tante e tante pene i Ess-dur
- Seibel 154 \ Leggi bel Idol mio i Bb-dur
- Seibel 155 \ Sedea Fileno un giorno i Bb-dur
- Seibel 156 \ In riva al bel sebeto l'ontano i F-dur
- Seibel 157 \ D'Eurilla sempre amata i A-dur
- Seibel 158 \ Dove fiorito impero i G-dur
- Seibel 159 \ Usignolo che piangenda i A-dur
- Seibel 160 \ Mitilde mio tresor i c-moll
- Seibel 161 \ Nel dolce tempo i A-dur
- Seibel 162 \ Nice se il tuo bel labro i h-moll
- Seibel 163 \ Alla caccia dell'alme i D-dur
- Seibel 164 \ Sento là che ristretto i g-moll
- Seibel 165 \ Voi ben sapete i G-dur
- Seibel 166 \ Rusceletto che vai scherzando i D-dur
- Seibel 167 \ Dimmi, o mio cor i c-moll
- Seibel 168 \ Fosche tenebre e dense i F-dur
- Seibel 169 \ O deluse speranze i Ess-dur
- Seibel 170 \ Sei gentil, sei vezzosa i G-dur
- Seibel 171 \ Intorno a quella Rosa i F-dur
- Seibel 172 \ Tormento dell'alma amore i a-moll
- Seibel 173 \ Delizie del mio core i G-dur
- Seibel 174 \ Lieve turba canoro i Bb-dur
- Seibel 175 \ Parto à te menzognero i D-dur
- Seibel 176 \ Ascolta, Eurillo, ascolta i D-dur
- Seibel 177 \ Più lucide, più belle i Bb-dur
- Seibel 178 \ O beato quel giorno i A-dur
- Seibel 179 \ Mio cor amante i A-dur
- Seibel 180 \ Se mai Tirsi mio bene i d-moll
- Seibel 181 \ La dove al pado i Riva i A-dur
- Seibel 182 \ Or che stanco dal corso i grembo i G-dur
- Seibel 183 \ La bella fiamma o Tirsi i d-moll
- Seibel 184 \ Luci voi siete quelle de all'alma i A-dur
- Seibel 185 \ Sele amene autri ambrosi i D-dur
- Seibel 186 \ Amo sospiro ed ardo i c-moll
- Seibel 187 \ Io scherzo, io rido, io canto i G-dur
- Seibel 188 \ D'amante sventurato i E-dur
- Seibel 189 \ Dori vezzosa Dori i d-moll
- Seibel 190 \ Non di Fillide il seno i a-moll
- Seibel 191 \ Bella se puo gradite i g-moll
- Seibel 192 \ Ebra d'amor fuggia i g-moll
- Seibel 193 \ Di giubilo tutto abbrudo i G-dur
- Seibel 194 \ Filli, che i te ravolta i a-moll
- Seibel 195 \ Doppo lunga catena i D-dur
- Seibel 196 \ Il caro e bel piacer i G-dur
- Seibel 197 \ O giove eccelso i G-dur
- Seibel 198 \ Da più eccelsi pensieri i e-moll
- Seibel 199 \ Deh taci crudele ingrata i d-moll
- Seibel 200 \ Diana su l'Elba
- Seibel 201 \ La Gara degli Dei
- Seibel 202 \ Zeffiro e Chori
- Seibel 203 \ Le notte di Nettuno e di Teti
- Seibel 204 \ Serenata di Moritzburg
- Seibel 206 \ Suite i G-dur (Hwv II: 2)
- Seibel 223 \ Konsert a quattro i D-dur (Hwv IV: 2)
- Seibel 236 \ Konsert a quattro i Bb-dur
- Seibel 242 \ Pastorale i A-dur (Hwv III:21)
- Seibel 267 \ Tafelmusik i F-dur
- Seibel deest \ Konsert a quattro i D-dur